# レスールスDK1
レスールスDK1（ロシア語: Ресурс-ДК1, ラテン文字表記の例: Resurs DK1）とは、2006年にロシアが打ち上げた商用地球観測衛星である。レスールスは「資源（リソース）」を意味しており、レスールスF型は1989年から使われており、その後レスールス01型、F-1M型などが使われており、レスールスDK1は一番新しいタイプであったが、2013年6月28日に、次世代のレスールスP型が打ち上げられた。

## 概要
レスールスDK1は、2006年6月15日にバイコヌール宇宙基地からソユーズUロケットで打ち上げられた。
衛星の重量は6.7トンで、解像度1mの白黒画像と解像度2mのカラー画像を撮影できる。取得したデータは地上局の上空を通過する際に送信され、ロシアの政府機関・国際機関・民間の利用者に提供されている。
この衛星にはこの他に、イタリア製の宇宙線や反陽子を観測するPAMELA (Payload for Antimatter Matter Exploration and Light-nuclei Astrophysics)と、ロシア製の地震前兆現象を捉える高エネルギー粒子検知器ARINAが搭載されている。

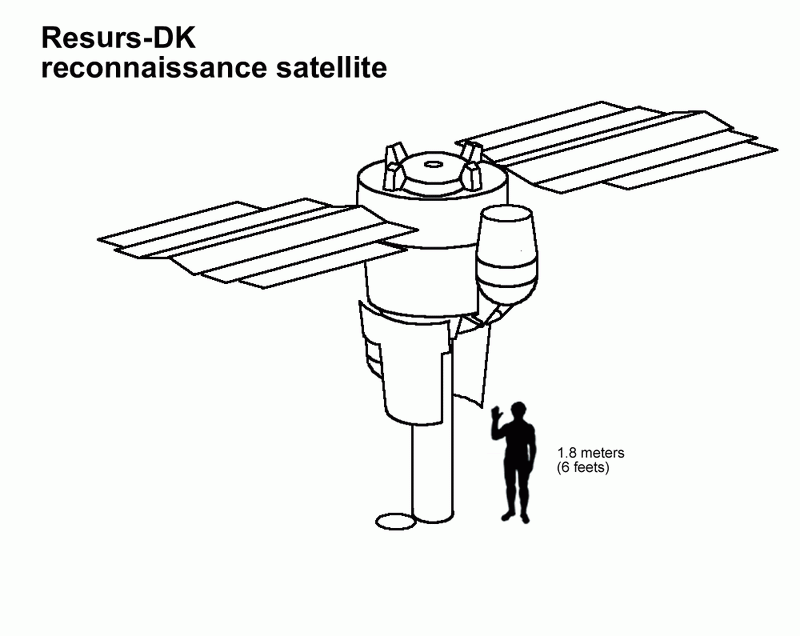
レスールスと人間のサイズの比較。